# Catalepidia heyana
Catalepidia heyana là một loài thực vật có hoa trong họ Quắn hoa. Loài này được (F.M.Bailey) P.H.Weston miêu tả khoa học đầu tiên năm 1995.